# Hilger Schallehn
Hilger Schallehn (* 4. Januar 1936; † 1. Januar 2000) war ein deutscher Komponist, Arrangeur, Verlagslektor und Chorleiter. Er ist vor allem bekannt für seine Kompositionen für Chor und seine Bearbeitungen von Weihnachts- und Kirchenliedern. Im Hauptberuf war er 27 Jahre als Lektor und Leiter der Chorabteilung des Musikverlags Schott in Mainz tätig. Er war Chorleiter zahlreicher Laien- und Kammerchöre, darunter von 1986 bis 1990 der Sängervereinigung Nieder-Olm, und ab 1987 darüber hinaus Kreis-Chorleiter des Sängerkreises Mainz.

## Werke
- Ingeborg Weber-Kellermann: Das Buch der Weihnachtslieder. Musikalische Bearbeitung von Hilger Schallehn. 10. Auflage, Mainz: Atlantis-Musikbuch-Verlag; Mainz: Schott 2003 (Serie Musik; Nr. 8213) ISBN 3-254-08213-3 (1. Auflage 1982 unter dem Titel: Weihnachtslieder)

## Auszeichnungen
- 1994: Bundesverdienstkreuz für Verdienste im kulturellen Bereich[3][4]
- 1999: Peter-Cornelius-Plakette des Landes Rheinland-Pfalz